# Joseph R. Tanner
Joseph Richard "Joe" Tanner (Danville, Illinois, 21 de enero de 1950) es un astronauta de la NASA.

## Misiones
- STS-66
- STS-82
- STS-97
- STS-115